# Mutitjulu
Mutitjulu – miejscowość położona na obszarze Terytorium Północnego w Australii, w pobliżu Ayers Rock przy drodze Lasseter Highway, na terenie parku narodowego Uluru-Kata Tjuta.